# 瓊斯維爾 (密歇根州)
瓊斯維爾（英語：Jonesville）是一個位於美國密歇根州希爾斯代爾縣的城市。

## 人口
根據2020年美國人口普查的數據，瓊斯維爾的面積為7.33平方千米，當中陸地面積為7.23平方千米，而水域面積為0.10平方千米。當地共有人口2176人，而人口密度為每平方千米297人。